# 梶克之
梶 克之（かじ かつゆき、1944年（昭和19年）12月22日 - 2023年（令和5年）5月7日）は、日本の政治家。栃木県宇都宮市旭町出身。元栃木県議会議長で、元県議会議員（宇都宮市・上三川町選挙区選出、8期）。

## 経歴
- 1957年（昭和32年） 宇都宮市立中央小学校卒業
- 1960年（昭和35年） 宇都宮大学教育学部附属中学校卒業
- 1963年（昭和38年） 栃木県立宇都宮高等学校卒業
- 1967年（昭和42年） 中央大学法学部卒業（政治専攻）
- 1969年（昭和44年） 森山欽司衆議院議員、森山眞弓参議院議員の秘書を務める。
- 1983年（昭和58年） 栃木県議会議員に初当選
- 1987年（昭和62年） 栃木県議会議員（2期目）
- 1991年（平成3年） 栃木県議会議員（3期目）
- 1995年（平成7年） 栃木県議会議員（4期目）
- 1997年（平成9年） 県議会副議長に選出（第90代）
- 1999年（平成11年） 宇都宮市長選挙に出馬するも福田富一に敗れ落選
  - 前任市長の増山道保から後継指名を受け[2]、森山眞弓・渡辺喜美の支持も得ていた[3]。
- 2001年（平成13年） 栃木県議会議員（5期目）
- 2003年（平成15年） 栃木県議会議員（6期目）
  - 同年 県議会議長に選出される（第91代）
  - 議長として県庁舎（現・昭和館）の閉庁式で、福田昭夫知事とともに「栃木県庁」の表札を取り外した[4]。
- 2004年（平成16年） 自由民主党栃木県連幹事長
- 2007年（平成19年） 栃木県議会議員（7期目）
- 2011年（平成23年） 栃木県議会議員（8期目）
- 2014年（平成26年）11月27日 病気により議員辞職。
- 2015年（平成27年）11月　旭日中綬章受章[5][6]。

## 役職
- 自由民主党栃木県連元幹事長（現・県連顧問[7]）
- 栃木県水泳連盟元会長（現・名誉会長[8]）
- 栃木県サッカー協会顧問
- 栃木県漁業協同組合連合会代表理事会長
- 栃木県鬼怒川漁業協同組合代表理事会長
- 全国内水面漁業協同組合理事
- 栃木県環境審議会委員
- 栃木県社会福祉協議会委員
- 特例財団法人昆虫保存協会理事